# گرهم
گِرِهُمَ یا گرهمه در گات‌ها یکی از چندین دیو یسنان است که با زرتشت دشمنی می‌نمودند. در ترجمهٔ پهلوی اوستا این نام به صورت گرهمک آمده است. شاید بتوان این گرهم را با گهرِم شاهنامه که از دیو یسنان و پسر ارجاسب است و به دست اسفندیار کشته شده، یکی دانست.